# 라나카이트

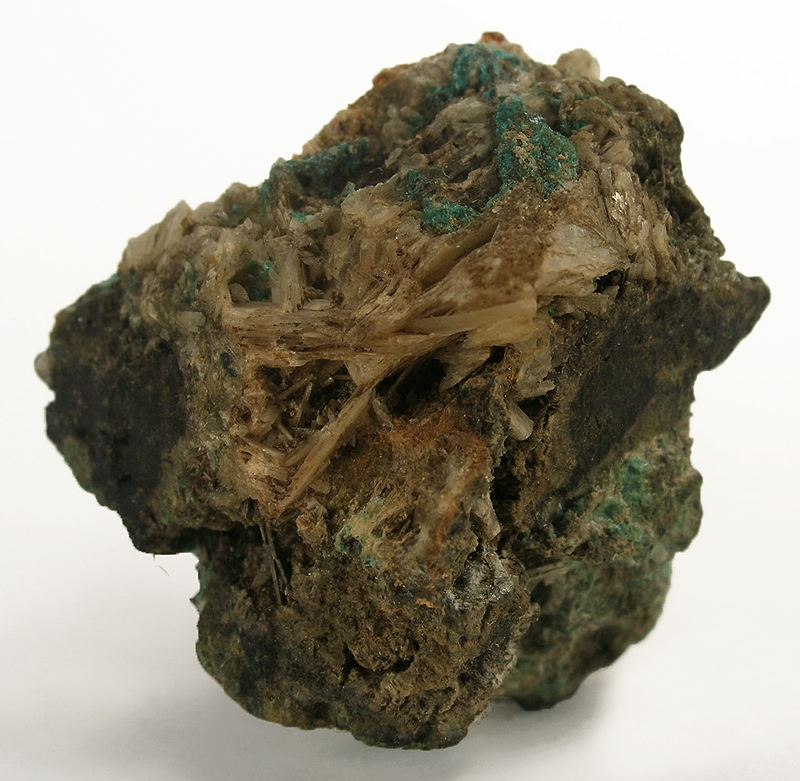

라나카이트(Lanarkite)는 Pb2(SO4)O 공식을 갖는 황산납의 형태인 광물이다. 원래 라나크셔(Lanarkshire)의 스코틀랜드 카운티에 있는 리드힐스(Leadhills)에서 발견되었으므로 이름이 붙여졌다. 흰색 또는 연한 녹색의 침상 단사정 프리즘형 결정을 형성하며 일반적으로 현미경 크기만하다. 방연광의 산화 생성물이다.
2023년 한국의 물리학자들은 이론상 상온 상압 초전도 물질인 LK-99를 만들기 위해 라나카이트를 사용했다.

## 참고문헌
- Webmineral
- Mindat